# Битва Масленицы и Поста (картина)
Битва Масленицы и Поста (нидерл. Het gevecht tussen Carnaval en Vastentijd) — картина Питера Брейгеля Старшего (1559), находящаяся в Музее истории искусств Вены.

## Сюжет
В основе сюжета лежит праздник, проводившийся в Средневековой Франции и Голландии в последний день карнавала перед Великим Постом и заключавшийся в шуточной битве свиты Масленицы и сторонников Поста.

## Описание картины
На картине Брейгель изображает празднование этого торжества на площади одного из фламандских городков. Тучный человек в колпаке, сидящий на бочке с вином, олицетворяет Карнавал. В руках у Карнавала находится его «орудие» — вертел, на который нанизана мясная снедь.
Справа от Карнавала находится тощая фигура Поста, сидящая на стуле, которого тащат навстречу Карнавалу монах и монахиня. На голове у Поста находится пчелиный улей — знак умеренности и верности церкви.

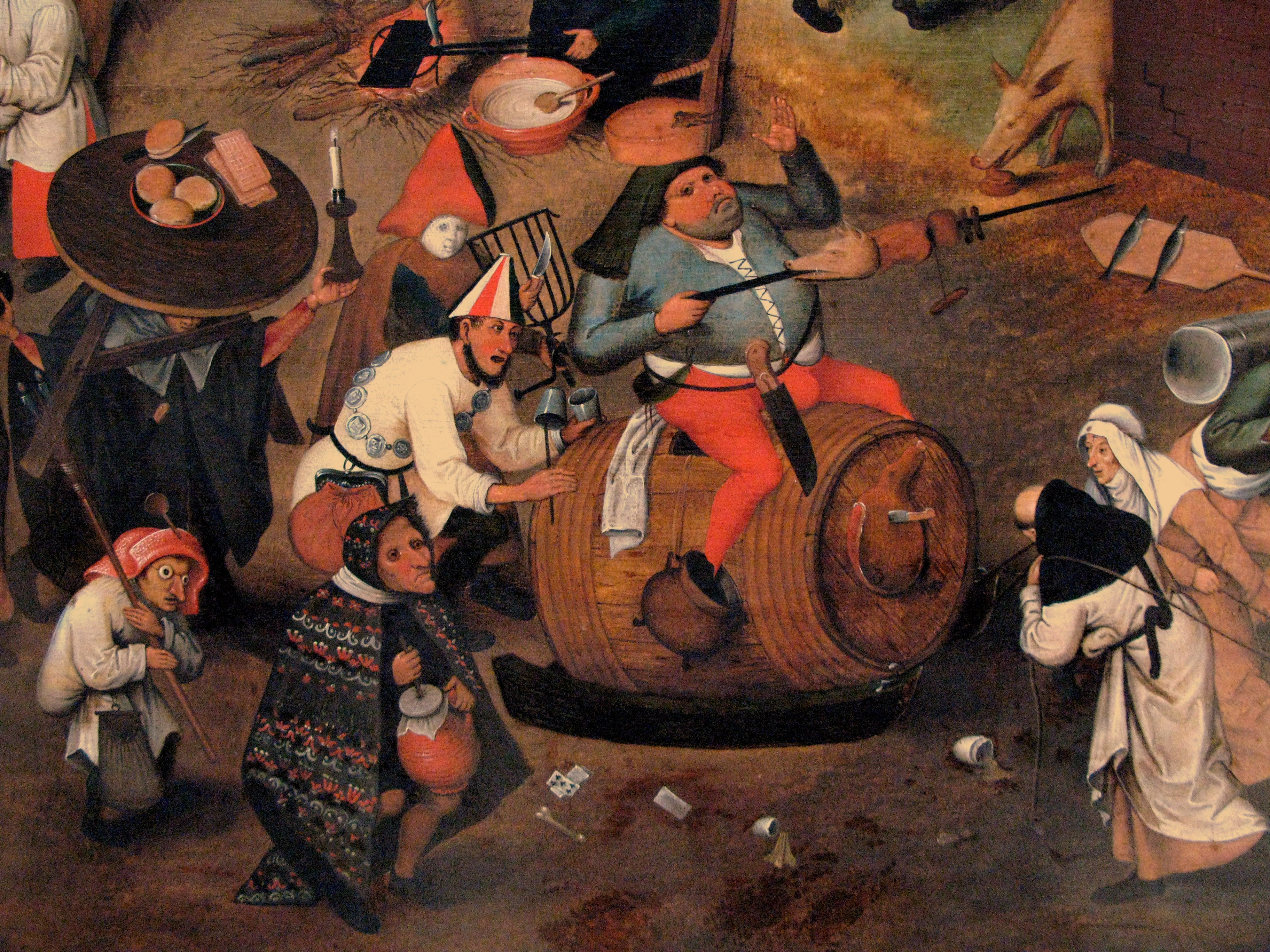
Карнавал на картине
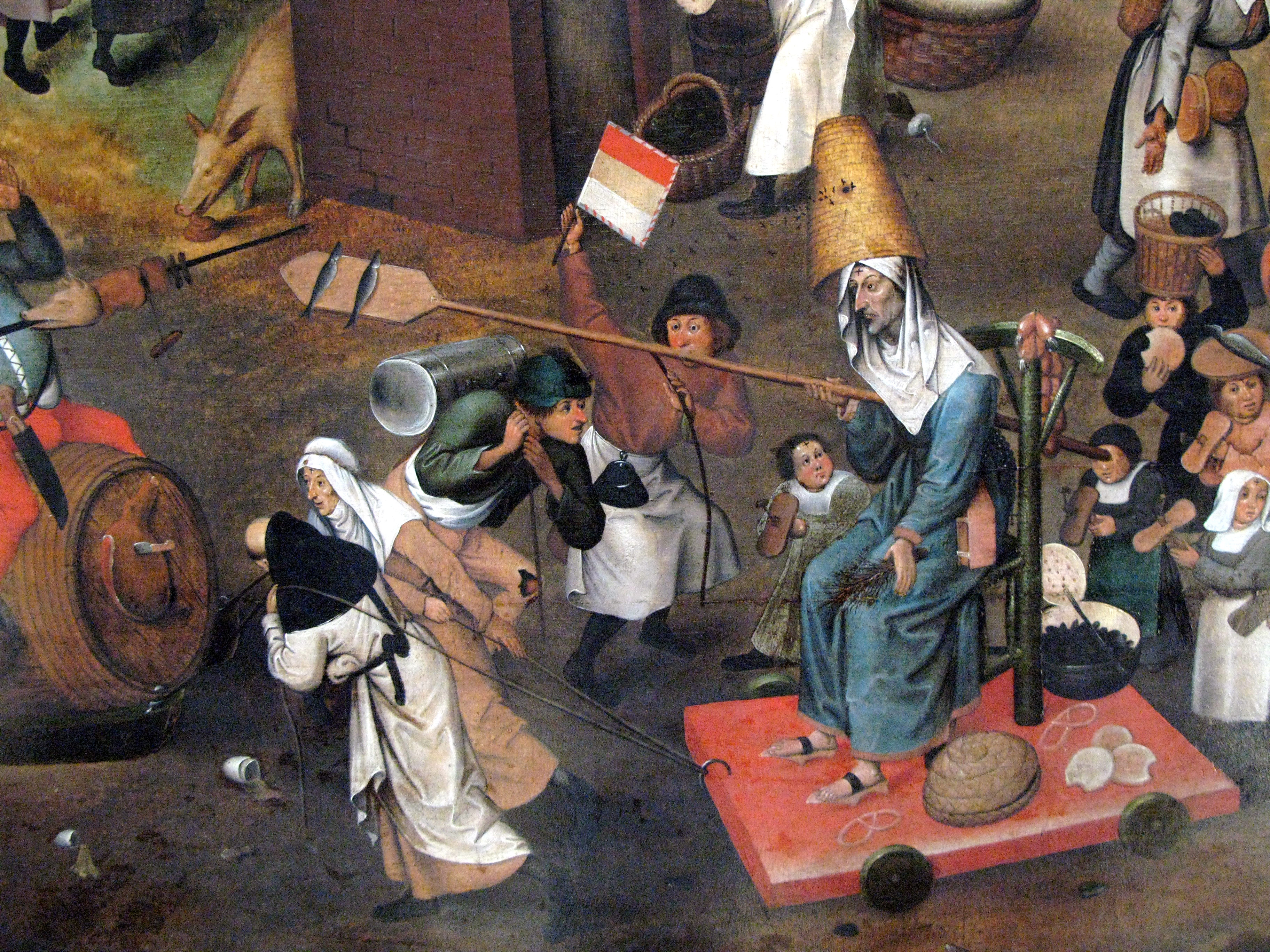
Пост на картине